# Dethiosulfovibrio acidaminovorans
Dethiosulfovibrio acidaminovorans è una specie di batterio appartenente alla famiglia delle Syntrophomonadaceae.